# Allegro Common Lisp
Allegro Common Lispは、米Franz社によるCommon Lispの処理系、及び統合開発環境(IDE)である。
ANSI Common Lisp規格に準拠した代表的な商用の処理系のひとつで、豊富な付属ライブラリと、多機能な開発環境、高性能なネイティブコードコンパイラを備える。

## 歴史
1980年代中盤の米国Lisp市場は、Lispマシンを代表とするLisp向けハードウェアの専用マシンから汎用プロセッサによるワークステーションへと需要が切り替わりつつあったが、Franz社は、汎用機であるVAX上で稼動するFranz Lispでシェアを伸ばしていた。
1984年のCommon Lisp仕様の発表とほぼ同時期に、新興企業であるLucid社がワークステーション上のLisp環境として自社のLucid Common Lisp処理系をワークステーションのメーカーへOEM提供する戦略を取り、主要なワークステーションのメーカーのほぼ全てがLucid社のCommon Lispを採用するという事態になった。  
Franz社は事態を重く捉え自社のCommon Lispを新規に開発することを決定し、OEM先としてTektronixから契約を取り付け、1986年にTektronix 4400シリーズ用のCommon Lisp環境として、Tek Common Lispがリリースされた。
その後、Franz社は、Common Lisp処理系の稼動プラットフォームを拡大し、Extended Common Lisp (ExCL) という名称で販売したが、バージョン3.0からAllegro Common Lispと名称を変更した。
以降も、先進的な機能をCommon Lisp処理系に取り入れ、代表的な商用Common Lisp処理系として開発と提供が続いている。

## 特徴
- 高水準のMOPサポート(AMOP仕様をフルサポート[9])
- ネイティブスレッドとSMPマルチプロセッシング
- Unicodeサポート
- 他言語インターフェイス(C、Java)
- Common Lisp処理系と統合されたオブジェクトの永続化システム(AllegroCache)(10.1より組み込み機能[10])
- Common Graphicsを基盤とした、マルチプラットフォームのルック・アンド・フィールGUIの実現
- 単体実行ファイル、シェアードライブラリ生成機能と、不要機能削除機能(ツリー・シェーカー)

## アドオン
- AllegroCache (10.1より組み込み[11])
- AllegroServe
- Allegro Prolog
- ELI (The Emacs-Lisp Interface)
- Flavors
- Allegro CL Runtime
- Allegro CLIM (CLIM 2.0)
- Allegro Composer (旧IDE)
- Allegro ODBC
- Allegro Presto (7.0以降サポートなし)
- DDE (Windows)
- OLE (Windows)
- jLinker
- Allegro Webactions
- AllegroStore (AllegroCacheの先行製品)